# La flagelación de Cristo (Caravaggio)
La flagelación de Cristo es una pintura realizada por el artista italiano Caravaggio (1571-1610), y que en la actualidad se encuentra en el Museo de Capodimonte, Nápoles. Ha sido fechada como perteneciente a 1607, y posiblemente Caravaggio haya seguido trabajándola en 1610.
Según Bellori (1672) la obra fue encargada por la importante familia di Franco (o de Franchis) para la capilla de la iglesia de San Domenico Maggiore. La familia tenía conexiones con la Hermandad de Pio Monte della Misericordia, para cuya iglesia Caravaggio ya había pintado las Siete obras de Misericorda. En 1972, La flagelación de Cristo fue trasladada al Museo de Capodimonte.
La flagelación era un tema muy popular dentro del arte religioso de la época, y también dentro de la práctica religiosa contemporánea, donde la iglesia fomentaba la autoflagelación como medio para que los creyentes pudiesen tomar parte del sufrimiento de Cristo. Supuestamente, Caravaggio habría tenido en mente el famoso fresco de Sebastiano del Piombo que se encuentra en el templete de San Pietro in Montorio en Roma. Caravaggio adaptó la creación de Piombo reduciendo drásticamente el espacio de la pintura, de modo que los personajes aparecen en un escenario de poca profundidad. No obstante, mantuvo la visión de Piombo de la flagelación como un ballet sádico, donde las figuras están dispuestas rítmicamente dentro del lienzo. 
La obra de Caravaggio introduce una realidad de gran precisión a la escena: Cristo aparece colgando, no para otorgar de gracia al momento, sino porque su torturador de la derecha está pateándole detrás de la rodilla mientras que el personaje de la izquierda sostiene firmemente el cabello de Cristo en su puño. Se contempla que en la obra Caravaggio incorporara recuerdos de su paso por la prisión, cuando sufrió un interrogatorio después de ser acusado de la muerte de un oficial.
La dramática e innovadora serie conformada por Siete obras de Misericordia, esta Flagelación y su parecida acompañanate Cristo en la columna (todas ellas realizadas durante los primeros meses de su llegada a Nápoles), convirtieron instantáneamente a Caravaggio en el artista más renombrado de la ciudad y la iglesia de Sant'Anna dei Lombardi (Santa Ana de los Lombardos) se transformó en el centro de los caravaggistas, puesto que él era originario de Lombardía. Entre aquellos artistas que pintaban de acuerdo al estilo de Caravaggio no sólo se hallaban napolitanos como Carlo Sellitto y Battistello Caracciolo, sino que también se podían encontrar flamencos como Louis Finson y Abraham Vink quienes luego ayudarían a propagar el caravaggismo al norte de Europa.